# Gwidon z Kortony
Gwidon z Kortony OFM (ur. 1187 w Cortonie, zm. 1247 tamże) – włoski franciszkanin, prezbiter, błogosławiony Kościoła rzymskokatolickiego.

## Życiorys
Gwidon pochodził z bogatej rodziny. W 1211 miał we własnym domu gościć św. Franciszka z Asyżu. Pod wpływem nauczania Biedaczyny rozdał dobra ubogim i wstąpił do franciszkanów. Przyjął święcenia kapłańskie i założył pod Cortoną w Celle erem franciszkański. Głosił kazania w Cortonie i pobliskich miejscowościach, także w Asyżu. W 1226 odwiedził go św. Franciszek wraz z bratem Eliaszem. Po śmierci w 1247 ciało zakonnika pochowano w marmurowym sarkofagu z II w., który dzisiaj znajduje się w muzeum katedralnym w Cortonie. W obawie o utratę relikwii podczas któregoś z najazdów, głowę błogosławionego ukryto w jednej ze studni, a następnie oprawiono w srebrną tekę. W 1945 otwarto sarkofag, relikwie wraz z głową przenosząc do katedry. Znajdują się w ołtarzu dedykowanym błogosławionemu.